# إيغارس شتيله
إيغارس شتيله (باللاتفية: Aigars Šķēle)‏ مواليد 4 ديسمبر 1992 في ريغا، هو لاعب كرة سلة لاتفي. بدأ مسيرته الاحترافية في سنة 2009. يلعب مع نادي فينتسبيلس لكرة السلة كلاعب هجوم خلفي. يحمل الرقم 21.

## المسيرة الاحترافية
لعب مع بالونكيستو فوينلابرادا في الدوري الإسباني من سنة 2009 إلى 2011، ثم لعب مع في إي إف ريغا في موسم 2014–2015، ثم لعب مع نادي فالميرا لكرة السلة في موسم 2015–2016، ثم لعب مع نادي فينتسبيلس لكرة السلة في سنة 2016.

## روابط خارجية
- إيغارس شتيله على موقع الاتحاد الدولي لكرة السلة (الإنجليزية)
- إيغارس شتيله على موقع كرة السلة الأوروبية.كوم (الإنجليزية)
- إيغارس شتيله على موقع ريلجم (الإنجليزية)
- إيغارس شتيله على موقع بروبوليرز (الإنجليزية)
- إيغارس شتيله على موقع سبورتس رفرنس (الإنجليزية)